# Abfangjäger

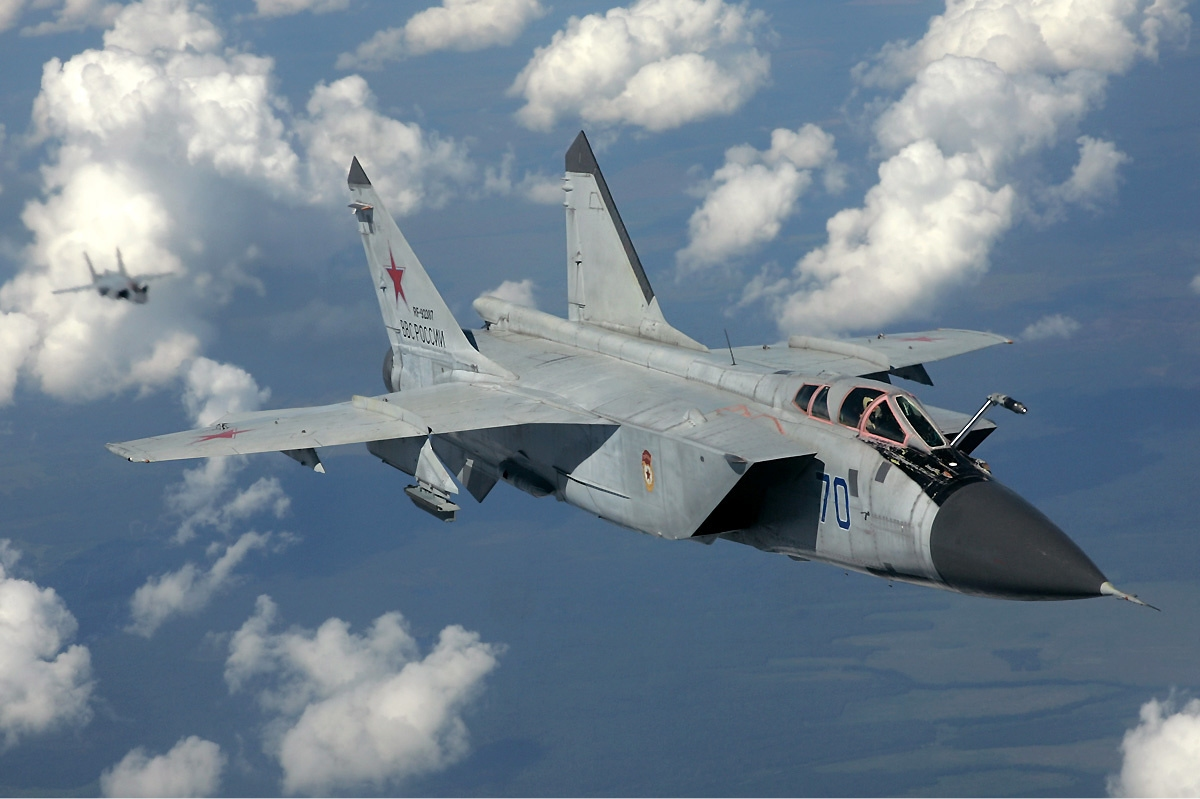
Ein russischer Abfangjäger Mikojan-Gurewitsch MiG-31

Ein Abfangjäger ist ein auf die Verfolgung, Abdrängung und Vernichtung unbekannter oder feindlicher Luftfahrzeuge spezialisiertes Jagdflugzeug.

## Aufgaben

### In Friedenszeiten

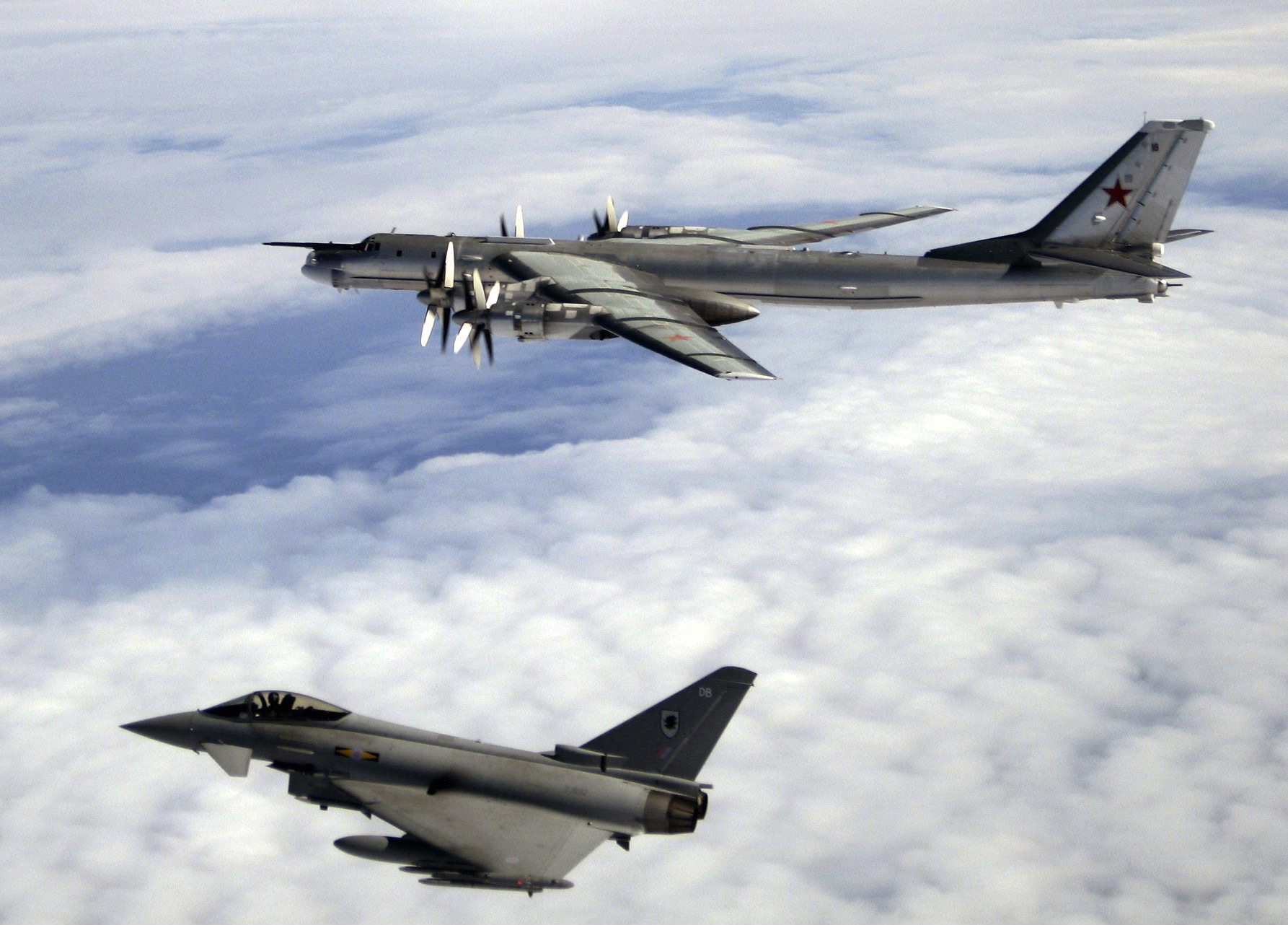
Typhoon der RAF begleitet eine Tu-95 über der Nordsee (2008)

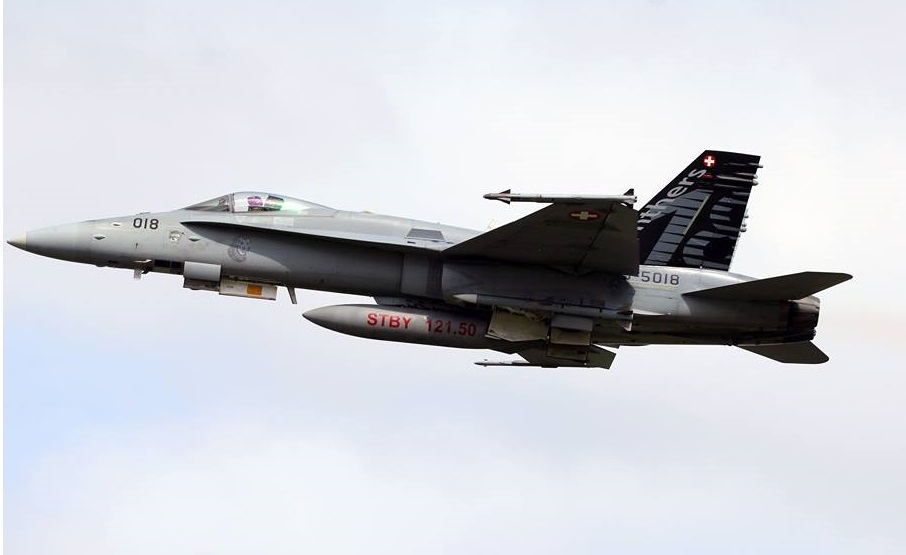
F/A-18C J-5018 mit Sidewinder und AMRAAMs bewaffnet, trägt einen Zusatztank mit aufgemalter Notfrequenz

In Friedenszeiten stehen auf Luftwaffenstützpunkten Alarmrotten (zwei Flugzeuge) in ständiger Bereitschaft, um auf plötzlich auftretende potentielle Bedrohungen des Luftraums (heute weniger durch feindliche Militärflugzeuge als durch Terroristen und Flugzeugentführer) schnell reagieren zu können. Auch Begleitflüge von beschädigten Flugzeugen zur Landung oder zur Unterstützung bei technischen Problemen gehören zu ihrem Aufgabenbereich. Ihre Ausrüstung besteht aus einer gemischten Bewaffnung aus radargelenkten Luft-Luft-Raketen mittlerer Reichweite, wärmesuchenden IR-Raketen für Kurzstrecken und Außentanks mit zusätzlichem Treibstoff, um möglichst schnell ihr Ziel zu erreichen und verdächtige Flugzeuge oder Militärflugzeuge einer fremden Nation entweder aus dem eigenen hoheitlichen Luftraum hinaus oder bis zur Landung auf einem Flughafen eskortieren zu können. Sollte es zum Kampf kommen, werden die Außentanks abgeworfen, um eine höhere Wendigkeit der Jäger zu erreichen.
Der Befehl zum Waffeneinsatz in Friedenszeiten ist in den meisten Ländern dem Verteidigungsminister oder einem ranghohen Militär vorbehalten, die im Fall der Fälle kurzfristig über das Aufsteigen der Abfangjäger und die Lage informiert werden.

#### Deutschland
In Deutschland waren dies nach dem Luftsicherheitsgesetz der Bundesminister der Verteidigung oder im Vertretungsfall das zu seiner Vertretung berechtigte Mitglied der Bundesregierung im Benehmen mit dem Bundesminister des Innern (§ 13 LuftSiG). Diese durften jedoch nicht den Abschuss eines Passagierflugzeuges befehlen, da die dabei zwangsläufige Tötung der Flugpassagiere zur Rettung anderer Personen am Boden dem Grundgesetz widerspricht (Quantifizierungsverbot). Das Bundesverfassungsgericht urteilte im April 2013, dass nicht der Verteidigungsminister, sondern nur die deutsche Bundesregierung in Eilfällen entscheiden darf und erklärte die entsprechende Bestimmung des Luftsicherheitsgesetzes für nichtig.
Die deutsche Luftwaffe kann spätestens 15 Minuten nach einer Alarmierung Flugzeuge in der Luft haben. Dazu sind zwei mit Eurofighter Typhoon ausgestattete Alarmrotten beim Taktischen Luftwaffengeschwader 74 „Mölders“ in Neuburg an der Donau (südlicher Teil Deutschlands bis zum Main) und beim Taktischen Luftwaffengeschwader 71 „Richthofen“ in Wittmund (Ostfriesland) (nördlicher Teil Deutschlands) stationiert. Im Bedarfsfall steht zudem das Taktische Luftwaffengeschwader 73 „Steinhoff“ insbesondere für den östlichen Luftraum bereit. Im Falle eines tatsächlichen Alarms wird ihr Einsatz vom Luftlagezentrum der Bundeswehr in Kalkar aus geführt, wo alle Informationen zusammenlaufen. Etwa einmal pro Woche müssen in Deutschland tatsächlich Abfangjäger aufsteigen, weil Unstimmigkeiten am Luftlagebild auftreten, beispielsweise nicht angemeldete Flugbewegungen oder ungeplante Kursabweichungen.

#### Österreich
Das österreichische Bundesheer hat als Alarmrotte zwei Eurofighter in Zeltweg in Bereitschaft.

#### Schweiz und Liechtenstein
Die Schweizer Luftwaffe operiert mit Flugzeugen des Typs F-5E, F-5F, F/A-18C und F/A-18D von verschiedenen Basen, meistens jedoch von Payerne oder Meiringen aus. Geführt werden diese Einsätze durch die EZ-LUV (Einsatzzentrale Luftverteidigung) auf dem Militärflugplatz Dübendorf. Bei Grossanlässen mit gesperrtem Luftraum wie der Euro 2008 oder dem WEF erteilt der Verteidigungsminister oder der Kommandant der Luftwaffe den Abschussbefehl. Im Gegensatz zu Deutschland darf in der Schweiz der Kampfjetpilot auch ein Zivilflugzeug mit Passagieren abschiessen; dies ist durch die „Verordnung über die Wahrung der Lufthoheit“ als Notstand und Notwehr abgedeckt. In der Schweiz werden die Abfangjäger in Friedenszeiten auch zu sogenannten Live-Missionen verwendet, in denen routinemäßig (ohne vorheriges Anzeichen auf eine Unregelmässigkeit) Staatsluftfahrzeuge, die sich im schweizerischen oder liechtensteinischen Luftraum befinden, abgefangen werden und visuell der Flugzeugtyp, Nation, Registration sowie allfällige Besonderheiten und Bewaffnung überprüft werden. Durchschnittlich gibt es ca. 280 solcher Live-Missionen pro Jahr (vgl. Tabelle). Die Abfangjäger werden in der Schweiz auch dazu eingesetzt, Luftfahrzeuge zu identifizieren, die eine Luftverkehrsregel verletzt haben. Diese Einsätze werden wie z. B. bei Alarmstart wegen Bombendrohungen, Entführungen etc. als Hot-Missionen bezeichnet und kommen im Durchschnitt etwa 20-mal pro Jahr vor.

### In Kriegszeiten
In Kriegszeiten ändert sich die Aufgabe der Abfangjäger dahingehend, dass sie anfliegende feindliche Bomber und deren Begleitjäger möglichst bekämpfen sollen, bevor diese ihr Ziel erreichen und Schaden anrichten können. Die meisten Abfangjäger können jedoch auch offensive Aufgaben übernehmen und fremde Abfangjäger angreifen sowie Begleitschutz für Bomber, Transporter, AWACS usw. bieten.

## Liste von Abfangjägern

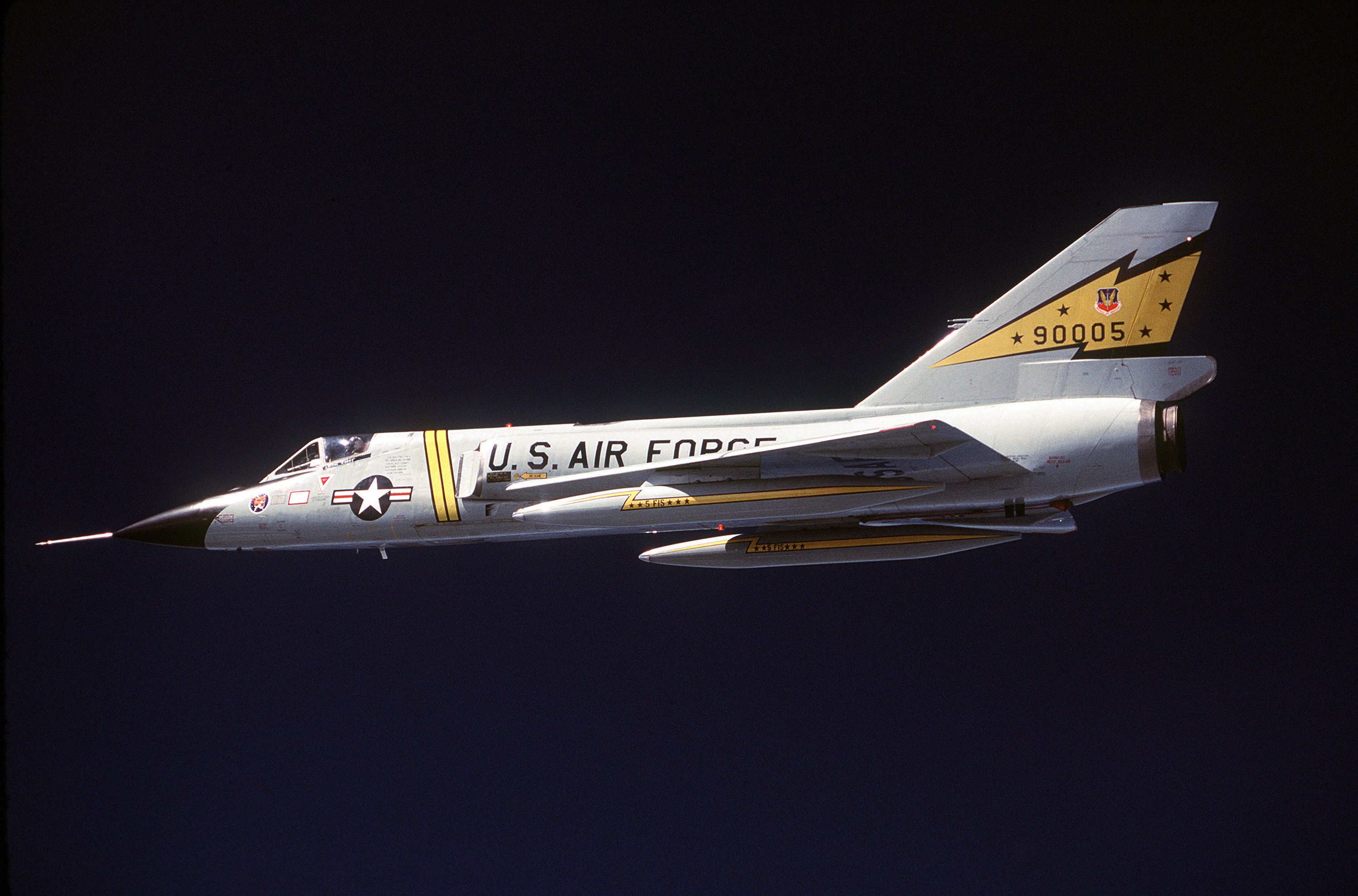
Die Convair F-106, ein ehemaliger Abfangjäger der US Air Force

Konstruktiv kann man unter den Abfangjägern zwei Grundtypen unterscheiden:
- Dedizierte Jäger, die nur auf die Abfangjäger-Rolle optimiert sind (z. B. die Convair F-106 Delta Dart) und dazu vor allem hohe Geschwindigkeiten erreichen und sehr gute Steigfähigkeit aufweisen, aber aus Platz- und Gewichtsgründen für andere Aufgaben kaum nutzbar sind. Zudem schränkt die Optimierung auf hohe Geschwindigkeiten die Manövrierfähigkeit oft ein, weshalb Abfangjäger für Kämpfe mit Luftüberlegenheitsjägern meist ungeeignet sind.
- Kombinierte Jäger, die außer ihrer Rolle als Abfangjäger auch eine Plattform für Angriffe auf Bodenziele sowie eine hohe Manövrierfähigkeit für einen Luftkampf mit darauf spezialisierten Jägern bieten (beispielsweise General Dynamics F-16, McDonnell Douglas F/A-18, Eurofighter Typhoon).

Durch Fortschritte in der Luftfahrzeugtechnik und Aerodynamik ist es heute möglich, ein in beiden Aufgabenbereichen gutes Flugzeug zu bauen, ohne bei der Leistung Abstriche machen zu müssen, so dass heute fast nur noch letztere Typen und kaum noch reine Abfangjäger gebaut werden.

### Dedizierte Abfangjäger
- Tupolew Tu-128

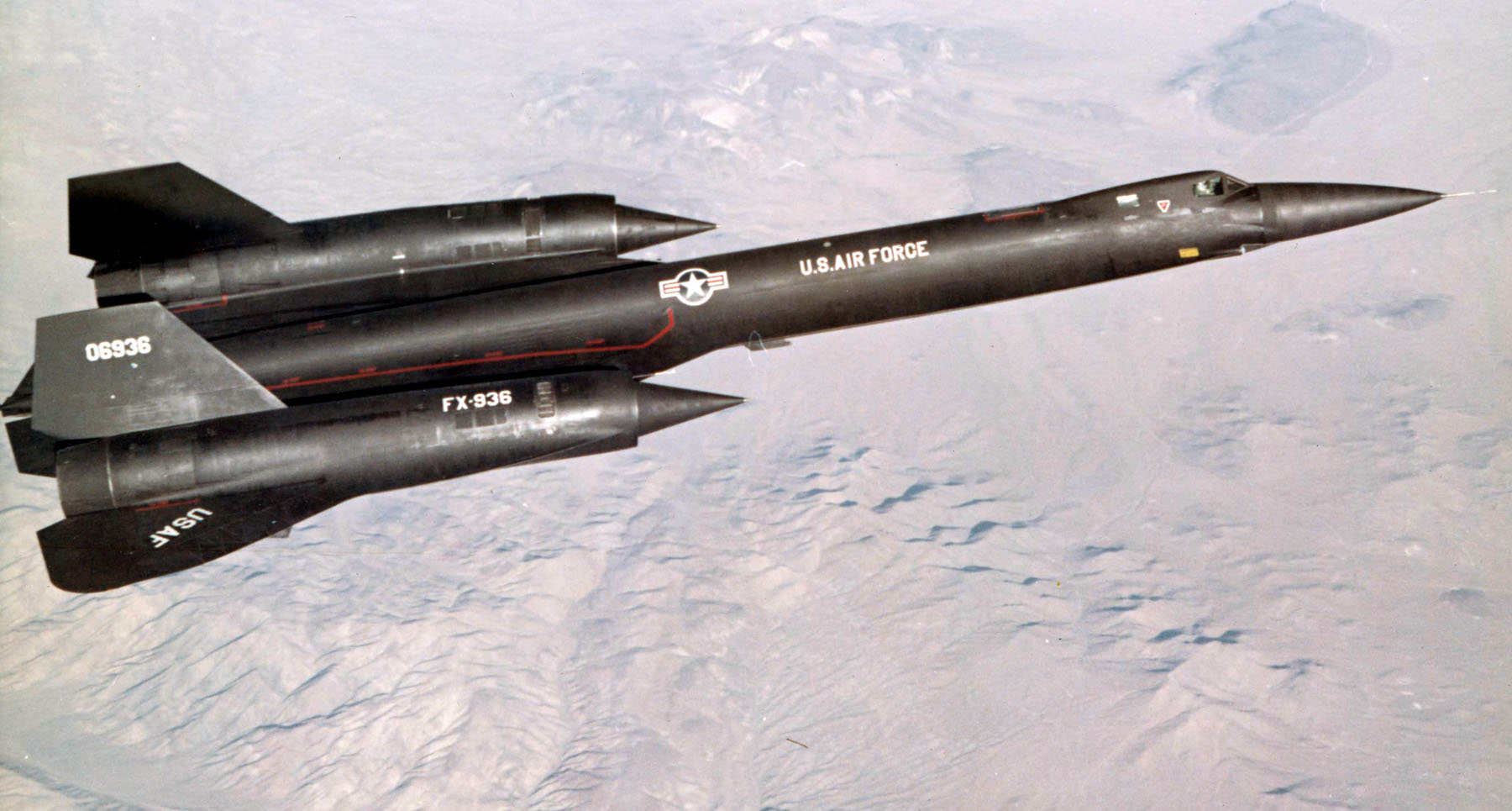
Ein Lockheed YF-12 der US-Luftwaffe

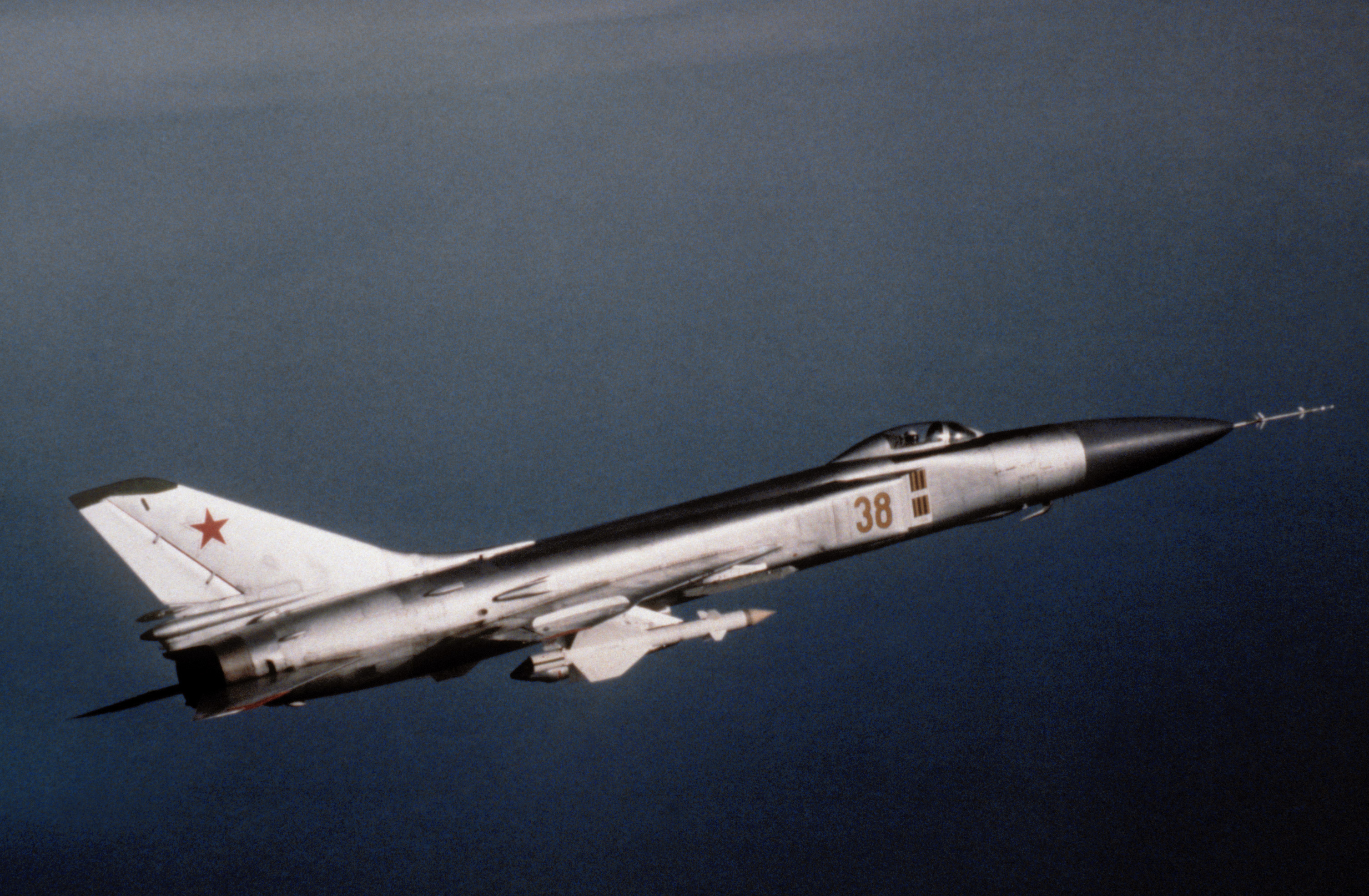
Suchoi Su-15

- Suchoi Su-9, Suchoi Su-11, Suchoi Su-15
- Convair F-102 „Delta Dagger“, Convair F-106 „Delta Dart“
- Panavia Tornado ADV
- BAC „Lightning“
- Avro Canada CF-105
- Lockheed YF-12
- Lockheed F-104 „Starfighter“
- Shenyang J-8
- Grumman F11F
- Mikojan-Gurewitsch MiG-21
- Mikojan-Gurewitsch MiG-25
- Mikojan-Gurewitsch MiG-31

### Abfang- und Luftüberlegenheitsjäger
- Northrop F-5
- Grumman F-14 „Tomcat“
- McDonnell Douglas F-15A/C „Eagle“
- Lockheed Martin F-22 „Raptor“
- Mikojan-Gurewitsch MiG-23
- Mikojan-Gurewitsch MiG-29
- Suchoi Su-27/Shenyang J-11

### Abfangjäger und Mehrzweck-Jagdbomber
- Saab 37 „Viggen“
- Saab 39 „Gripen“
- Lockheed Martin F-16 „Fighting Falcon“
- McDonnell Douglas F-4 „Phantom II“
- McDonnell Douglas F/A-18A/C/D/E/F „Hornet“
- McDonnell Douglas/Boeing F-15E „Strike Eagle“
- Eurofighter „Typhoon“
- Dassault Rafale
- Lockheed F-104
- Lockheed Martin F-35 „Lightning II“
- Suchoi Su-30, Suchoi Su-33, Suchoi Su-35, Suchoi Su-37
- Mitsubishi F-2
- Chengdu J-10
- Shenyang J-16